# Disonycha spilotrachela
Disonycha spilotrachela är en skalbaggsart som beskrevs av Blake 1928. Disonycha spilotrachela ingår i släktet Disonycha och familjen bladbaggar. Inga underarter finns listade i Catalogue of Life.